# 노물항
노물항은 경상북도 영덕군 영덕읍 노물리에 있는 어항이다. 1972년 2월 7일 지방어항으로 지정하여 관리하고 있다. 시설관리자는 영덕군수이다.

## 어항 구역
본 항의 어항구역은 다음과 같다.
- 수역: 남방파제 기부측에서 정북방향 50m 지점을 중심으로 하는 250m 반경의 원호를 따라 형성된 공유수면

## 어항 시설
- 북방파제 218m, 물양장 118m, 호안 100m, 기존방파제보강 160m

## 등대 설치
포항지방해양항만청은 경북 동해안의 해난사고 예방을 위해 노물항에 등대를 설치한다고 2009년 2월 17일 밝혔다.

## 주요 어종
- 가자미, 오징어, 전복, 해삼, 대게, 미역